# El principio de Arquímedes
El principio de Arquímedes es una película española dirigida por Gerardo Herrero.

## Argumento
Sonia (Marta Belaustegui) y Rocío (Blanca Oteyza) son dos amigas que tienen una vida totalmente opuesta. Sonia es una ejecutiva que no tiene tiempo de estar con sus hijos y Rocío anda en trabajos eventuales a pesar de su alta cualificación... Por eso Sonia desea tener más vida personal y Rocío que la valoren más en la vida profesional.